# YPEL4
YPEL4 (англ. Yippee like 4) – білок, який кодується однойменним геном, розташованим у людей на 11-й хромосомі. Довжина поліпептидного ланцюга білка становить 127 амінокислот, а молекулярна маса — 14 301.
| 10         |  | 20         |  | 30         |  | 40         |  | 50         |
| ---------- |  | ---------- |  | ---------- |  | ---------- |  | ---------- |
| MPSCDPGPGP |  | ACLPTKTFRS |  | YLPRCHRTYS |  | CVHCRAHLAK |  | HDELISKSFQ |
| GSHGRAYLFN |  | SVVNVGCGPA |  | EQRLLLTGLH |  | SVADIFCESC |  | KTTLGWKYEQ |
| AFETSQKYKE |  | GKYIIEMSHM |  | VKDNGWD    |  |            |  |            |

A: Аланін

C: Цистеїн

D: Аспарагінова кислота

E: Глутамінова кислота

F: Фенілаланін

G: Гліцин

H: Гістидин

I: Ізолейцин

K: Лізин

L: Лейцин

M: Метіонін

N: Аспарагін

P: Пролін

Q: Глутамін

R: Аргінін

S: Серин

T: Треонін

V: Валін

W: Триптофан

Кодований геном білок за функцією належить до фосфопротеїнів. 
Білок має сайт для зв'язування з іонами металів, іоном цинку. 
Локалізований у ядрі.